# سربروس ۱۸۶۵
سیارک ۱۸۶۵ (به انگلیسی: 1865 Cerberus، نامگذاری:1971UA) هزار و هشتصد و شصت و پنجمین سیارک کشف شده‌است که در ۲۶ اکتبر ۱۹۷۱ کشف شد.
قدر مطلق سیارک برابر ۱۶٫۸۴ است.